# Mailoc
Mailoc (oder Maeloc) war der erste Bischof von Britonia, der im Jahre 572 am 2. Konzil von Braga teilnahm. Er vertrat dort die Gemeinden der britonisch-keltischen Siedler in Galicien (Britonienisis ecclesiae episcopus).